# Gonzalo Jara González
Gonzalo Jara González (Santiago, Chile; 1 de diciembre de 1998) es un futbolista chileno. Juega de mediocampista y su equipo actual es Deportes La Serena de la Primera División de Chile.

## Trayectoria
Después de ser cedido a varios clubes y no tener oportunidades de jugar para su club natal, la Universidad Católica, en la segunda mitad de 2019 Jara se unió al club Oliveirense de la LigaPro de Portugal como agente libre, asumiendo su primera experiencia internacional.
En la temporada 2020, se unió al club Progreso de Uruguay.
En la temporada 2021, Jara firmó con Mushuc Runa Sporting Club de Ambato en Ecuador, equipo con el cual disputará la LigaPro Serie A y Copa Ecuador, siendo esta su segunda experiencia internacional en Sudamérica.

## Carrera internacional
Jara representó a la selección sub-17 en la Copa Mundial de Fútbol Sub-17 de 2015, jugando los cuatro partidos disputados por Chile y marcando un gol.

## Estadísticas

### Clubes
| Club                    | Div.          | Temporada     | Liga  | Liga  | Copas nacionales | Copas nacionales | Torneos internacionales | Torneos internacionales | Total | Total |
| Club                    | Div.          | Temporada     | Part. | Goles | Part.            | Goles            | Part.                   | Goles                   | Part. | Goles |
| ----------------------- | ------------- | ------------- | ----- | ----- | ---------------- | ---------------- | ----------------------- | ----------------------- | ----- | ----- |
| Barnechea · Chile       | 2.ª           | 2017          | 14    | 0     | —                | —                | —                       | —                       | 14    | 0     |
| Barnechea · Chile       | 2.ª           | 2018          | 14    | 1     | —                | —                | —                       | —                       | 14    | 1     |
| Barnechea · Chile       | Total club    | Total club    | 28    | 1     | 0                | 0                | 0                       | 0                       | 28    | 1     |
| Unión La Calera · Chile | 1.ª           | 2018          | 2     | 0     | 3                | 1                | —                       | —                       | 5     | 1     |
| Unión La Calera · Chile | Total club    | Total club    | 2     | 0     | 3                | 1                | 0                       | 0                       | 5     | 1     |
| Magallanes · Chile      | 2.ª           | 2019          | 10    | 0     | 1                | 0                | —                       | —                       | 11    | 0     |
| Magallanes · Chile      | Total club    | Total club    | 10    | 0     | 1                | 0                | 0                       | 0                       | 11    | 0     |
| Oliveirense Portugal    | 2.ª           | 2019-20       | 7     | 0     | —                | —                | —                       | —                       | 7     | 0     |
| Oliveirense Portugal    | Total club    | Total club    | 7     | 0     | 0                | 0                | 0                       | 0                       | 7     | 0     |
| Progreso · Uruguay      | 1.ª           | 2020          | 20    | 2     | —                | —                | —                       | —                       | 20    | 2     |
| Progreso · Uruguay      | Total club    | Total club    | 20    | 2     | 0                | 0                | 0                       | 0                       | 20    | 2     |
| Mushuc Runa · Ecuador   | 1.ª           | 2021          | 24    | 1     | —                | —                | —                       | —                       | 24    | 1     |
| Mushuc Runa · Ecuador   | Total club    | Total club    | 24    | 1     | 0                | 0                | 0                       | 0                       | 24    | 1     |
| Total carrera           | Total carrera | Total carrera | 91    | 4     | 4                | 1                | 0                       | 0                       | 95    | 5     |
| 1. 2.                   |               |               |       |       |                  |                  |                         |                         |       |       |

### Internacional
Actualizado al 16 de enero de 2021.
| Equipo Nacional | Año   | Competición         | PJ | Goles |
| --------------- | ----- | ------------------- | -- | ----- |
| Chile sub-17    | 2015  | Copa Mundial Sub-17 | 4  | 1     |
| Total           | Total | Total               | 4  | 1     |